# کااوآی-۷۴
کااوآی-۷۴ یک ستاره است که در صورت فلکی ماکیان قرار دارد.